# Tansèga (Ziga)
Pour les articles homonymes, voir Tansèga.
Ne doit pas être confondu avec Tansèga-Bokin.
Tansèga est une localité située dans le département de Ziga de la province du Sanmatenga dans la région Centre-Nord au Burkina Faso.

## Économie
L'agro-pastoralisme est l'activité principale de ce village.

## Éducation et santé
Le centre de soins le plus proche de Tansèga est le centre de santé et de promotion sociale (CSPS) de Ziga tandis que le centre hospitalier régional (CHR) se trouve à Kaya.
Tansèga possède un centre permanent d'alphabétisation et de formation (CPAF).